# Isopachytkartering

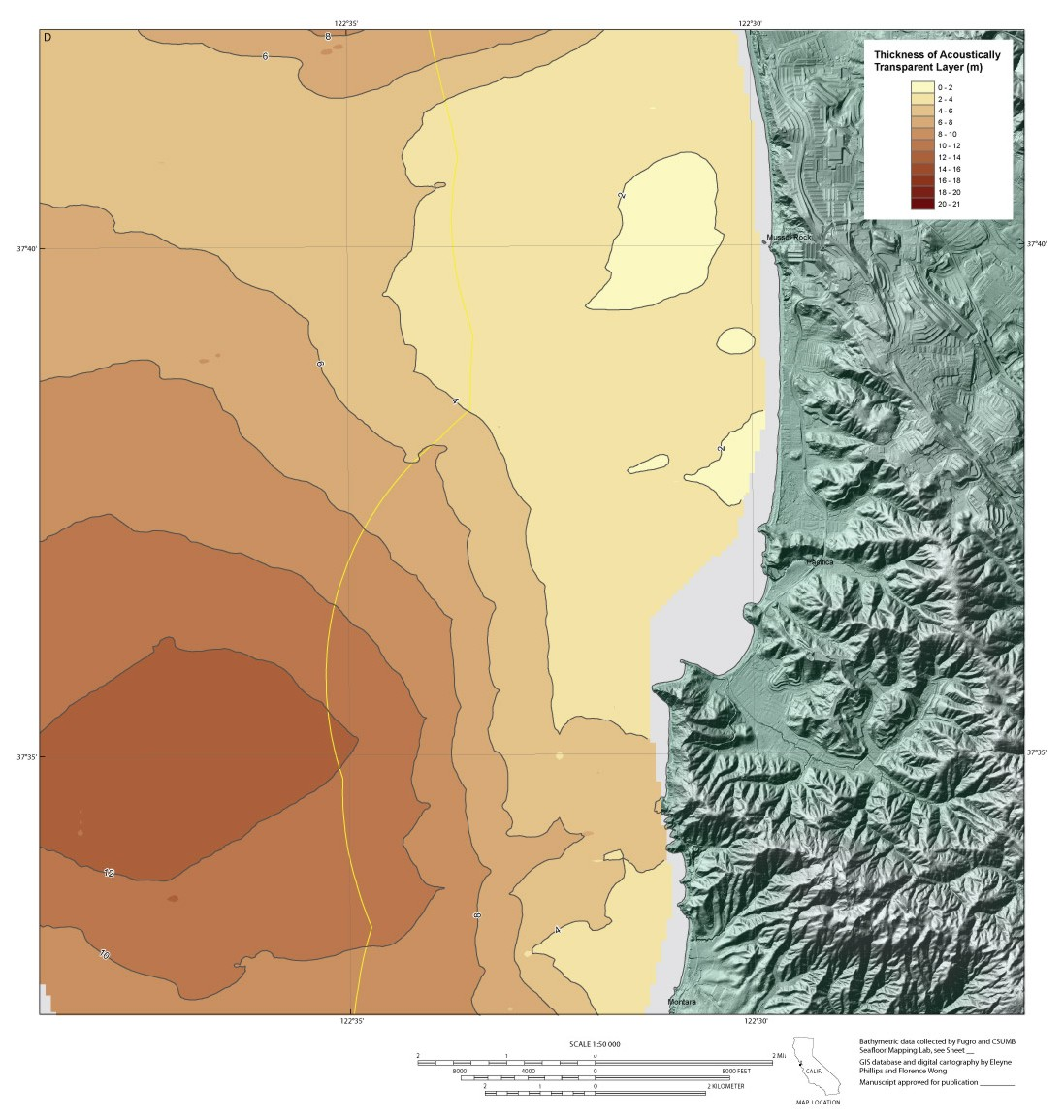
Isopachytkarta som visar verklig stratigrafisk tjocklek av Holocene sediment deponerade till havs i Stilla havet utanför Kalifornien.

Isopachytkartering är en metod som används bl. a. för att fastställa de vulkaniska utbrottens utbredning genom att mäta asklagrens mäktighet och kornstorlek (isopachyter är linjer som förbinder punkter med samma askmäktighet). Metoden har haft stor användning på Island där den äldsta bosättningen under landmanstiden kunnat dateras med hjälp av vulkanen Heklas kända utbrott, framför allt i þjórsárdalur.
Andra användningsområden för isopachytkartor är sjömätning, stratigrafi, sedimentologi, strukturgeologi och petroleumgeologi. En isopacytkarta visar linjer av punkter med samma tjocklek i ett lager där tjockleken mäts vinkelrätt mot skiktets ytor. Isopachytkartor i geologi kallas också True Vertical Thickness (TVT) maps.